# 霍尔卡
霍尔卡（德語：Horka），是德国萨克森州的市镇，隶属于格尔利茨县。总面积为41.01平方千米，截至2023年12月31日总人口为1,644人。